# Stilobezzia amaniensis
Stilobezzia amaniensis är en tvåvingeart som beskrevs av Meillon 1980. Stilobezzia amaniensis ingår i släktet Stilobezzia och familjen svidknott.
Artens utbredningsområde är Tanzania. Inga underarter finns listade i Catalogue of Life.